# Генк Ґрін
Генк Ґрін (англ. Hank Green) або Вільям Генрі Ґрін II — американський відеоблогер, науковий комунікатор, підприємець, письменник, інтернет-продюсер та музикант. Він продюсує YouTube-канал Vlogbrothers зі своїм старшим братом, автором Джоном Ґріном. Генк створив хостинг освітніх YouTube-каналів Crash Course та SciShow, виступав і організовував соціальну активність, видав два романи та випустив музичні альбоми.
Разом зі своїм братом вони створили VidCon, найбільшу у світі конференцію з онлайн-відео, і Project for Awesome, щорічний благодійний онлайн-захід. Генк є одним із творців The Lizzie Bennet Diaries (2012—2013), адаптації Pride and Prejudice у стилі відеоблогів, яка стала першою веб-серією, що отримала премію «Еммі».

## Раннє життя та кар'єра
Генк народився 5 травня 1980 року в сім'ї Майка і Сідні Гріна в Бірмінгемі, штат Алабама. Незабаром його родина переїхала в Орландо, штат Флорида, де він провів дитинство. Хлопець закінчив середню школу Уінтер-Парк у 1998 році, а потім отримав ступінь бакалавра біохімії в Еккерд-коледжі і ступінь магістра в галузі екологічних досліджень в Університеті Монтани.
У середній школі та коледжі Ґрін створював та розробляв веб-сайти для себе та місцевих клієнтів. Його перший проект — «Пейдж дослідження Марса». Пізніше він створив веб-сайт IHateI4.com про неприязнь до Interstate 4 (непопулярного шосе у Флориді). Цей проект залучив пресу місцевих каналів і Orlando Sentinel.
Під час навчання на аспірантурі Ґрін створив «EcoGeek» — блог, присвячений технологічним досягненням, які принесли б користь навколишньому середовищу, який перетворився на велике екологічне видання. Написавши про екологічні проблеми, Грін був опублікований у численних екологічних блогах, включаючи Treehugger.com, Yahoo!, The National Geographic Green Guide, Scientific American, The Weather Channel, Planet Green, NPR та The New York Times.

## Особисте життя
Генк Грін проживає в Міссулі, штат Монтана, зі своєю дружиною Кетрін Ґрін. У 2016 році у них народилася перша дитина, син на ім'я Орін.
19 травня 2023 Ґрін сповістив, що йому діагностували лімфому Годжкіна, різновид раку лімфатичної системи. Він отримав листи підтримки від ПрезидентаСША Джо Байдена й адміністратора НАСА Білла Нельсона.
У червні 2023 року повідомив про свою бісексуальність.

## Канали YouTube

### «Vlogbrothers»
З 1 січня по 31 грудня 2007 року Генк Ґрін та його брат Джон запустили відеоблог під назвою Brotherhood 2.0. Оригінальний проект працював щодня протягом усього року. Брати мали припинити усі текстові комунікації протягом року і натомість спілкуватися за допомогою щоденних відеоблогів, доступних для громадськості.
Проект Brotherhood 2.0 досяг успіху у своїй початковій місії. Два брати стали ближче спілкуватися і впливати на життя один одного. Колись вони розмовляли по телефону один чи два рази на рік, алепісля проекту, за словами дружини Хенка, вони говорять майже щодня.
Джон і Генк продовжували публікувати відеоблоги щовівторка і щоп'ятниці на своєму каналі. Станом на 22 травня 2021 року вони розмістили понад 1900 відео. Канал має понад 3 мільйони підписників тапонад 860 000 000 переглядів.

### «Crash Course»
У січні 2012 року Генк і Джон створили освітній канал YouTube Crash Course в рамках Original Channel Initiative. За словами Джона, брати розглядають Crash Course «як спосіб зацікавити дітей навчанням, а не як спробу замінити традиційні навчальні матеріали». Їхня мета — створити «ресурси, які дозволяють більш цінно взаємодіяти в класі» в надії, що одного разу канал охопить всю навчальну програму середньої школи.
Канал отримав похвалу як від студентів, так і від викладачів. Він отримав гранти від Білла Гейтса і уклав партнерство з PBS Digital Studios, щоб продовжити розробку більшої кількості відео.

### «SciShow»
Генк створив науковий канал YouTube SciShow у січні 2012 року. На каналі є серія відеороликів, присвячених кільком науковим областям (хімія, фізика та біологія), а також інтерв'ю та вікторини з експертами. Ґрін прагне до того, щоб контент SciShow був доступним і розвіяв ідею про те, що наука є складною темою.
Канал зібрав велику аудиторію. Його відео регулярно транслюються засобах масової інформації. Канал був високо оцінений як «інформативний і смішний», хоча його критикували за надання упередженої інформації про генетичну модифікацію, яка пізніше була розглянута у відео.

### «Подорож до мікрокосмосу»
«Подорож до мікрокосмосу» була розпочата в червні 2019 року. У проекті досліджується мікроскопічний світ (бактерії та інші мікроорганізми). Музика спродюсована Ендрю Хуангом.

### «Щоденники Ліззі Беннет»
9 квітня 2012 року Генк Ґрін та Берні Су представили новий веб-серіал «Щоденники Ліззі Беннет». Цей серіал є сучасною адаптацією книги Джейн Остін «Гордість та упередження» у вигляді відеоблогів. У головних ролях Ешлі Клементс, Мері Кейт Уайлз, Лора Спенсер та Джулія Чо. Канал має понад 160 000 підписникив із більш ніж 22,5 мільйонами переглядів.

## Подкасти

### «Шановні Генк та Джон»
У червні 2015 року Генк Ґрін та його брат Джон Ґрін розпочали щотижневий подкаст під назвою «Dear Hank & John». Вони називають його «комедія про смерть». Приймаючи в основному гумористичний тон, у кожному епізоді брати читають питання, задані слухачами, і пропонують свої сумнівні поради.

### «Свята чортова наука»
У лютому 2017 року Ґрін запустив «Holy Fucking Science», новий науковий подкаст. Він доступний як у вигляді аудіо, так і у вигляді відео на YouTube. Але був скасований у березні 2018 року після 58 епізодів через скаргу про використання «fuck» у назві.

### «ВИДАЛИТИ ЦЕ»
У березні 2018 року Генк та його дружина Кетрін запустили новий подкаст «DELETE THIS», у якому вони дивляться на стрічку Генка в Твіттері та аналізують її вплив на розмови його підписників. У серпні 2020 року подкаст був переформатований і перейменований в «TASKMISTRESS», в якому Кетрін критикує епізоди програми «Taskmaster» і надає альтернативи міркуванням ведучого Грега Девіса. У січні 2021 року підкаст відмовився від теми повернувся до обговорень інтернет-культури.

### «SciShow Tangents»
У листопаді 2018 року Ґрін разом з іншими учасниками «Holy Fucking Science» започаткували «SciShow Tangents». У кожному епізоді вони розглядають наукові факти, пов'язані з темою епізодів, у різних форматах.

## Книги
Дебютний роман Генка Ґріна «Ну просто нереальна штука!» було опубліковано 25 вересня 2018 року. Український переклад вийшов у видавництві КМ-Букс в перекладі Марини Дубини. Його продовження «Гарне безглузде починання» було опубліковано 7 липня 2020 року. Обидва романи дебютували як бестселери New York Times.

## Інше
- Передмова до «Гордості та упереджень» (видання щоденників Ліззі Беннет 2014 року).
- Антологія «Натураліст на Хоті», з точки зору «Імперія завдає удару у відповідь» (2020).[39]
- «Бонкер не вмирає» (проект 2021 для благодійної розповіді).